# Archocentrus spinosissimus
Archocentrus spinosissimus е вид бодлоперка от семейство Цихлиди (Cichlidae). Видът не е застрашен от изчезване.

## Разпространение
Разпространен е в Гватемала.

## Описание
На дължина достигат до 11 cm.
Популацията на вида е стабилна.